# Черникин, Вадим Иванович
Вади́м Ива́нович Черни́кин (23 марта 1912, Москва — 3 декабря 1965, Москва) — доктор технических наук, профессор, специалист и организатор науки в области транспорта и хранения нефти, нефтепродуктов и газа.

## Биография
Представитель рода Черникиных. Доктор технических наук, профессор Российского университета нефти и газа.
- трудовая деятельность после окончания специальных химических курсов началась с работы химиком-лаборантом на ряде московских предприятий.
- В 1934 году поступил на промысловый факультет Московского нефтяного института.
- После окончания института (1939 г.) за способность к самостоятельным научным исследованиям, огромное трудолюбие и отличную учёбу он был оставлен в институте ассистентом кафедры транспорта и хранения нефти.
- В обстановке эвакуации (1941—1943 гг., г. Уфа), при нехватке преподавателей, читая одновременно до семи курсов, Вадим Иванович сумел обобщить результаты выполненных исследований и по возвращении института в Москву защитить кандидатскую диссертацию на тему «Тепловой и гидравлический расчет подземных нефтепроводов для вязких нефтепродуктов» (1944 г.).
- В это время В. И. Черникин — научный руководитель лаборатории хранения нефти, заместитель декана нефтепромыслового факультета. В первые послевоенные годы им была издана (совместно с Г. М. Григоряном) монография «Подогрев нефтяных продуктов» (1947 г.), в которой изложены методы теплового и гидравлического расчёта «горячих» трубопроводов для самых различных вариантов их эксплуатации.
- Главный печатный труд В. И. Черникина в этот период — учебник «Проектирование, сооружение и эксплуатация нефтебаз» (1949 г.).
- В 1949 г. В. И. Черникин открыл закономерность неизотермического течения вязких жидкостей. Это научное открытие позволило впервые объяснить аномальные процессы при эксплуатации некоторых «горячих» трубопроводов и позднее было подтверждено американскими специалистами.

Скоропостижно умер 3 декабря 1965 года в Мексике, где должен был выступить с докладом на VII нефтяном конгрессе.

## Сочинения
- Проектирование, сооружение и эксплуатация нефтебаз [Текст] : [Учеб. пособие для нефт. вузов] / В. И. Черникин, доц. — Москва ; Ленинград : Гостоптехиздат, 1949 (Л. : тип. «Кр. печатник»). — 500 с. : ил.; 26 см.
- Перекачка вязких и застывающих нефтей [Текст] / В. И. Черникин, проф. д-р техн. наук. — Москва : Гостоптехиздат, 1958. — 163 с. : черт.; 22 см.
- Сооружение и эксплуатация нефтебаз [Текст] : [Учеб. пособие для нефт. вузов] / В. И. Черникин, проф. д-р техн. наук. — 2-е изд., перераб. и доп. — Москва : Гостоптехиздат, 1955. — 522 с., 2 л. табл. : ил.; 27 см.
- Виброподогрев вязких нефтепродуктов [Текст] / Н. В. Калашников, В. И. Черникин. — Москва : Гостоптехиздат, 1961. — 75 с. : ил.; 22 см.
- Устойчивость подземных трубопроводов [Текст] / Э. М. Ясин, В. И. Черникин. — Москва : Недра, 1968. — 120 с. : ил.; 20 см.
- Новые методы проектирования газонефтепроводов [Текст] / З. Т. Галиуллин, В. И. Черникин. — Москва : Недра, 1964. — 132 с. : черт.; 22 см.
- Применение механических разделителей при транспорте нефти, нефтепродуктов и сжиженных газов [Текст] / З. Ф. Каримов, В. И. Черникин. — Москва : Недра, 1966. — 96 с. : ил.; 22 см.
- Потери нефтепродуктов и нефтей от испарения из подземных резервуаров [Текст] / Ф. Ф. Абузова, В. И. Черникин. — Москва : Недра, 1966. — 114 с., 1 л. черт. : ил.; 24 см.
- Подогрев нефтяных продуктов [Текст] / Г. М. Григорян, доц. канд. техн. наук, В. И. Черникин, доц. канд. техн. наук ; Под ред. проф. В. С. Яблонского. — 2-е изд., перераб. и доп. — Москва ; Ленинград : Гостоптехиздат, 1947 (Ленинград : тип. «Кр. печатник»). — 288 с., 4 л. черт. : черт.; 22 см.

## Семья
- отец — Иван Николаевич Черникин, помощник присяжного поверенного.
- мать — Варвара Фёдоровна, дочь дворянина, действительного статского советника Фёдора Ивановича Синицына[1], гласного Московской городской думы выдающегося учёного-медика, основоположника отечественной урологии, создателя крупной научной школы. Он владелец имения «Затишье» Тверской губернии.
- сын — Алексей Вадимович Черникин.

## Известные ученики
- Галиуллин, Загидулла Талипович — ведущий специалист в области проектирования магистральных газопроводов, повышения их надёжности в условиях эксплуатации; ресурсосбережения на дальнем транспорте газа, разработал теоретические основы гидравлического и теплового расчётов магистральных газопроводов, доктор технических наук (1970), профессор (1974). Заслуженный деятель науки и техники РСФСР (1992).
- Каримов, Зуфар Фазылович — инженер-механик, доктор технических наук (1978), профессор (1980), специалист в областях тепло-массообменных процессов в гетерогенных средах, трубопроводного транспорта нефти, теплотехники и теплоэнергетики. Заслуженный деятель науки Башкирской АССР (1983). Заслуженный работник высшей школы Российской Федерации (2008).